# Michio Kaku
Michio Kaku (加來 道雄?; San Jose, 24 gennaio 1947) è un fisico statunitense,   discendente di seconda generazione da immigrati giapponesi.

## Biografia
Kaku si occupa di astrofisica ed è noto per la sua intensa attività di divulgatore, è un fisico teorico impegnato nello studio della teoria delle stringhe, di cui è stato il primo a dare una formulazione in termini di teoria di campo. In particolare con il collega Keiji Kikkawa si è dedicato allo studio delle interazioni delle stringhe di tipo I, catalogandole e stabilendo che per le stringhe aperte sussistevano cinque interazioni possibili, mentre per quelle chiuse una era sufficiente. Egli stesso ha poi paragonato l'interazione della stringa chiusa al processo di mitosi della cellula. Dopo essersi laureato summa cum laude all'Harvard University, il suo talento e le sue capacità vengono notati dal celebre Edward Teller, che fa di Kaku il suo allievo prediletto contribuendo in modo rilevante alla sua formazione intellettuale. Attualmente insegna fisica teorica al City College di New York, ma ha insegnato anche alla New York University e all'Institute for Advanced Studies di Princeton.
In varie trasmissioni scientifiche, ha più volte ribadito la possibilità che una civiltà extraterrestre estremamente evoluta possa piegare lo spazio-tempo a suo piacimento, per poter raggiungere in tempi brevi punti anche molto distanti tra di loro dell'universo. Ha spiegato meccanismi di distorsione spazio-temporale nel documentario della National Geographic sugli incontri ravvicinati.
Ha asserito che per rendere estremamente più potenti i motori astronautici si potrebbe usare l'antimateria, sebbene potrebbero essere necessari secoli prima che ciò si possa realizzare.

## Televisione

### Documentari
- Visions of the Future (2007) – miniserie TV
- 2057 (2007) (Discovery Channel) – docu-drama TV, 3 episodi
- La storia dell'universo (The Universe) (2007, 2015) 
  - Beyond the Big Bang, stagione 1 - Episodio 14
  - Alien Worlds, stagione 9 - Episodio 4
- Fisica dell'impossibile (Sci Fi Science: Physics of the Impossible) (Discovery Science /SKY Italia, 2009) – serie TV
- Le profezie della fantascienza (Prophets of Science Fiction) (2011-2012) – serie TV
- Fantascienza - La vera storia (The Real History of Science Fiction) (2014) – miniserie TV
- Morgan Freeman Science Show (Through the Wormhole with Morgan Freeman), stagione 8, episodio 4: "Is Gun Crime a Virus?" (Discovery Science)
- A Tear in the Sky, regia di Caroline Cory (2022) – documentario
- Accidental Truth: UFO Revelations, regia di Ron James (2023) – documentario

## Web TV
- Big Think: canale ufficiale del divulgatore con una serie di interviste e discussioni su vari argomenti scientifici